# 샘 멜빌
샘 멜빌(Sam Melville, 1936년 8월 20일 ~ 1989년 3월 9일)은 미국의 배우이다.

## 출연 작품

### 영화
- OK 목장의 결투 2 (1967, Hour of the Gun)
- 토마스 크라운 어페어 (1968)
- 빅 웬즈데이 (1978)
- 악령의 맨션 (1988, Twice Dead)
- Fists of Steel (1989)
- CIA 특급 지령 (1990, The Assassin)

### 텔레비전
- 경찰 초년병 (1972-76, The Rookies)
- 딜론 보안관 (1967-71)
- 하와이 파이브-O (1968-71)
- 해저드 마을의 듀크 가족 (1980-84)
- 후커와 로마노 (1983-86)
- A 특공대 (1984-85)
- 미녀 첩보원 (1985-87, Scarecrow and Mrs. King)
- 댈러스 (1986)